# اسقف لندن
اسقف لندن (انگلیسی: Bishop of London) اسقف کلیسای انگلستان در لندن در استان کانتربری است.
این اسقف نشین ۴۵۸ کیلومتر مربع (۱۷۷ مایل مربع) از ۱۷ ناحیه لندن بزرگ در شمال رودخانه تیمز (از لحاظ تاریخی شهر لندن و شهرستان میدلسکس) و بخش کوچکی از شهرستان ساری (منطقه اسپلتورن، از نظر تاریخی بخشی از میدلسکس) را پوشش می دهد. . مرکز این اسقف نشین در شهر لندن ( کلیسای جامع سنت پل) است، که به عنوان یک کلیسای جامع در سال ۶۰۴ تأسیس شد و از سال ۱۶۷۵ پس از آتش سوزی بزرگ لندن (۱۶۶۶) بازسازی شد.
اسقف لندن در مقام سوم در کلیسای انگلستان پس از اسقف اعظم کانتربری و یورک،است و او یکی از پنج اسقف ارشدی است که به عنوان یکی از ۲۶ لرد روحانی در مجلس اعیان (برای اسقف های اسقف نشین باقی مانده با درجه پایین تر) حضور دارند. ، کرسی ها در صورت خالی بودن بر اساس ارشدیت زمانی تعیین می شود.چهار اسقف ارشد دیگر اسقف اعظم کانتربری، اسقف اعظم یورک، اسقف دورهام و اسقف وینچستر هستند.
محل اقامت اسقف در شهر لندن است. پیش از این، کاخ فولهام برای بیش از ۱۰۰۰ سال اقامتگاه او بود
اسقف فعلی لندن سارا مولالی است. او در ۸ مارس ۲۰۱۸ برگزیده شده است.